# 바딘군
바딘군(베트남어: Quận Ba Đình)은 베트남 하노이의 행정 구역이다. 베트남의 정치적 도시의 중심이다. 하노이가 프랑스령 인도차이나 시기의 수도였을 때, 식민지 정부 청사 등의 많은 프랑스풍 건물들이 밀집해 있었기 때문에 한때는 프랑스 시가지(French Quarter, 베트남어: Khu phố Pháp 쿠포팝[*])라고 불렸다. 그리하여 지금도 많은 정부 기관이나 대사관이 이 곳에 밀집되어 있다.
후 레 왕조까지 베트남 역대 왕조의 수도였던 탕롱이 있었던 곳으로 현대에도 베트남 공산당 본부, 국회의사당과 주석궁 등 베트남 정부, 당 기관과 호찌민 묘소 등의 명사가 위치한 곳이다.

## 지리
북쪽은 떠이호군, 동쪽은 홍강, 남쪽은 동다군, 남동쪽으로는 호안끼엠군, 서쪽은 꺼우저이군과 각각 접한다.

## 행정구역
바딘군은 14개의 프엉(坊)을 관할하고 있다.
- 꽁비 프엉 (Cống Vị)
- 디엔비엔 프엉 (Điện Biên)
- 도이껀 프엉 (Đội Cấn)
- 장보 (Giảng Võ)
- 낌마 (Kim Mã)
- 리에우자이 프엉 (Liễu Giai)
- 응옥하 프엉 (Ngọc Hà)
- 응옥카인 프엉 (Ngọc Khánh)
- 응우옌 쩡쩍 프엉 (Nguyễn Trung Trực)
- 푹싸 프엉 (Phúc Xá)
- 꽌타인 프엉 (Quán Thánh)
- 타인꽁 프엉 (Thành Công)
- 쩍박 프엉 (Trúc Bạch)
- 빈푹 프엉 (Vĩnh Phúc)

## 명소
대표적인 명소로는 베트남 공산당 본부, 국회의사당, 주석궁, 호찌민 묘소, 바딘 광장, 베트남 국립 미술관 등이 있고 이 외에도 아래의 건축들이 유명하다.

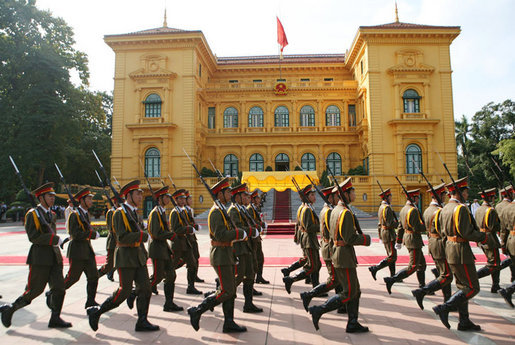
주석궁
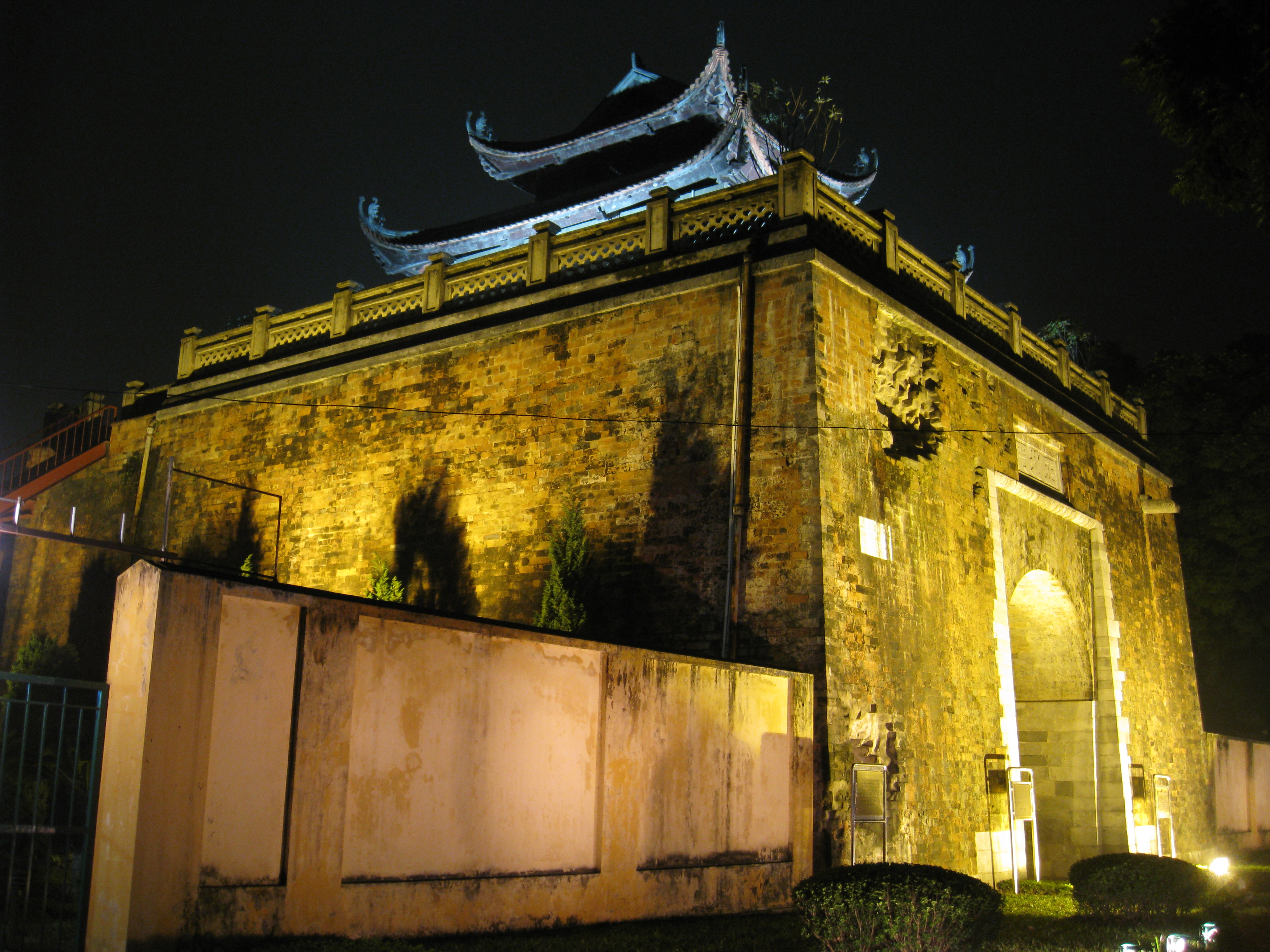
탕롱 황성
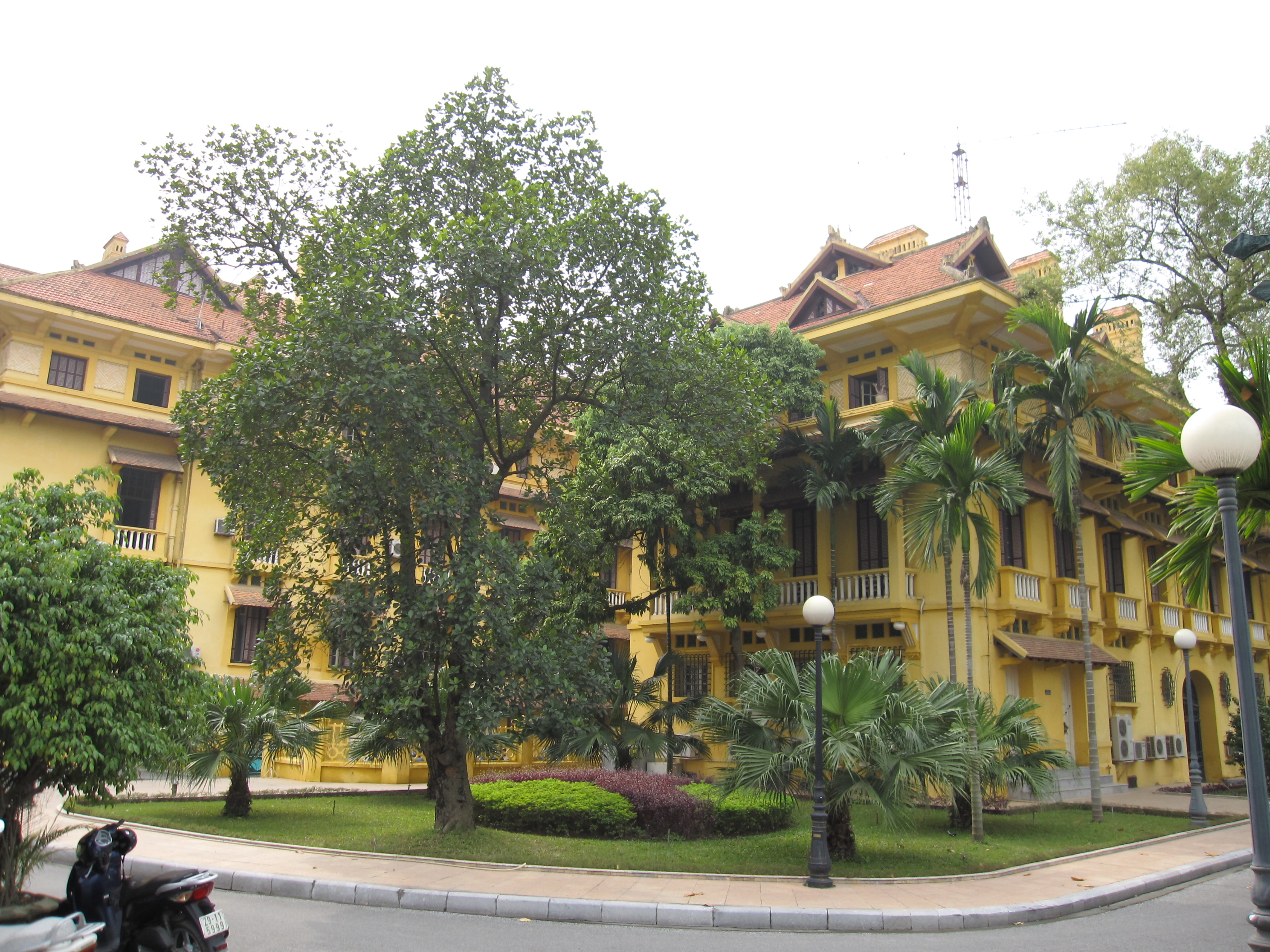
외무부 건물
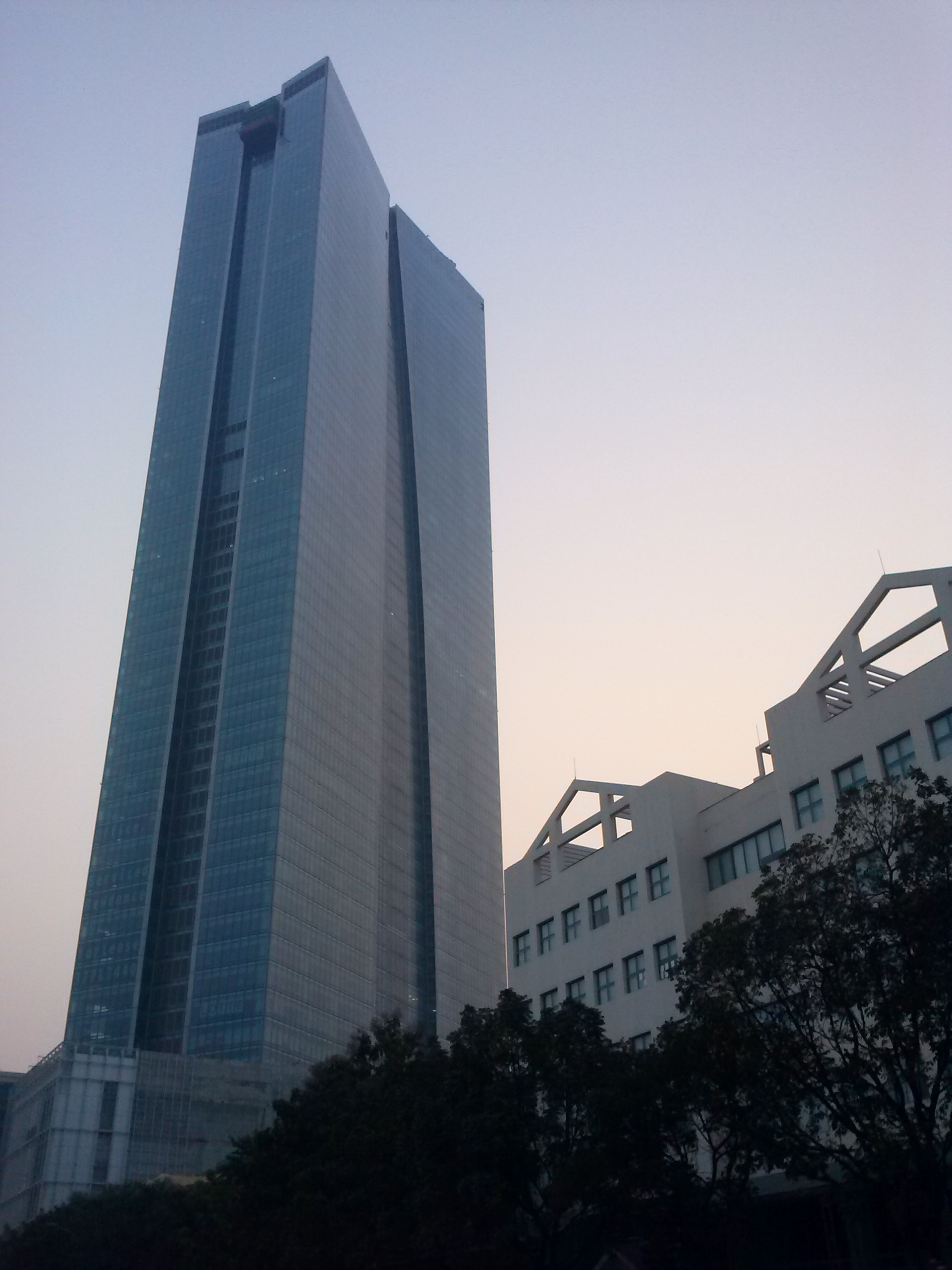
롯데센터 하노이, 바딘 서부 꽁비 프엉

## 교육
- 하노이 국제학교
- 싱가포르 국제학교 (SIS) - 반푹 외교 단지